# 杉岡幸徳
杉岡 幸徳（すぎおか こうとく）は、兵庫県出身の著作家。

## 経歴・人物
東京外国語大学大学院ドイツ語学科修了。東京のカフェで古典文学の名作を読む「東京読書会」を主宰している。
奇妙な祭を取り上げた著書が複数あり、世界で唯一の「奇祭評論家」（杉岡自身の造語）とされる。

## 著書
- 『死ぬまで使わない日本語』(フォレスト出版)2024
- 『奇妙な四字熟語』(ポプラ新書)2024
- 『奇妙な漢字』(ポプラ新書)2023
- 『世界奇食大全　増補版』(ちくま文庫)2021
- 『世界の性習俗』(角川新書)2020
- 『ゲオルク・トラークル、詩人の誕生』 (鳥影社)2000
- 『日帰りで行く関東の祭り 江戸3大祭りから、珍祭・奇祭まで、祭りの魅力と不思議を堪能しよう!』かんき出版, 2004
- 『日本トンデモ祭 珍祭・奇祭きてれつガイド』美術出版社, 2005
- 『奇妙な祭り 日本全国〈奇祭・珍祭〉四四選〉』角川oneテーマ21  2007
- 『世界奇食大全』文春新書 2009
- 『奇祭』 (大人の探検)有楽出版社・実業之日本社, 2014
- 『君は、砂漠の壁を越えるのか』(ラビリンス)2016
- 『地球が危ない!』(共著、幻冬舎)
- 『言葉の贈り物』(ラビリンス)

## 出演テレビ・ラジオ番組
- 「モーニングバード」(テレビ朝日)
- 「宮崎美子のすずらん本屋堂」(NHK BS11)
- 「まるごと知りたいAtoZ」(NHK BSプレミアム)
- 「世界がびっくり！ニッポンて不思議ダネ」(TBS)
- 「DON!」(日本テレビ)
- 「はなまるマーケット」(TBS　)
- 「ラジオ深夜便」(NHK)
- 「東京ガスcuriousHAMAJI」(BAYFM)
- 「JAM　The　World」(J-WAVE)
- 「となりのマエストロ」(TBS)
- 「クイズ！紳助くん」(朝日放送)
- 「熱中人」(NHK)
- 「情報ライブ　ミヤネ屋」(読売テレビ)
- 「フジヤマスタア」(関西テレビ)
- 「ザ・ゴールデンアワー」(TOKYO MX)
- 「ノブナガ」(CBCテレビ)
- 「２１世紀テレビ検定　カルチャーショック」
- 「中西一清スタミナラジオ」(RKB毎日放送ラジオ)
- 「「トーキングウィズ松尾堂」(NHK-FM)
- 「ふれあいラジオパーティー」NHKラジオ第一放送
- 「Blue Ocean」(Tokyo FM)
- 「9ヂカラ」(KBCラジオ)
- 「テリー伊藤のフライデースクープ」(ニッポン放送)
- 「あべちゃん　トシ坊　こりない二人」(RKB毎日放送ラジオ)
- 「テリー伊藤のってけラジオ」(ニッポン放送)
- 「ラジオ版学問ノススメ」(全国FM局ネット)
- 「VENUS DRIVE」(FM NORTH WAVE)
- 「坂ちゃんの ずくだせ えぶりでぃ」(SBCラジオ)
- 「ゴー傑P」(MBSラジオ)
- 「辻よしなりラジオグラフィティ」(文化放送)
- 「小倉淳の早起きGoodDay!」(ニッポン放送)